# Wayne Weiler
 Wayne Weiler  és un pilot estatunidenc de curses automobilístiques nascut el 9 de desembre del 1934 a Phoenix, Arizona.
Wayne Weiler va córrer a la Champ Car a les temporades 1958-19661 incloent-hi la cursa de les 500 milles d'Indianapolis dels anys 1960 i 1961.
Wayne Weiler va morir el 13 d'octubre del 2005 a Phoenix, Arizona. d'un atac de cor.

## Resultats a la Indy 500
| Any    | Cotxe  | Sortida | Vel. mitja | Ranking | Final  | Voltes | V. Líder | Retirat  |
| ------ | ------ | ------- | ---------- | ------- | ------ | ------ | -------- | -------- |
| 1960   | 32     | 15      | 143.512    | 20      | 24     | 103    | 0        | Accident |
| 1961   | 15     | 12      | 145.349    | 14      | 15     | 147    | 0        | Rodes    |
| Totals | Totals | Totals  | Totals     | Totals  | Totals | 250    | 0        |          |

| Sortides     | 2 |
| Poles        | 0 |
| Voltes líder | 0 |
| Victòries    | 0 |
| Top 5        | 0 |
| Top 10       | 0 |
| Retirat      | 2 |

## A la F1
El Gran Premi d'Indianapolis 500 va formar part del calendari del campionat del món de la Fórmula 1 entre les temporades 1950 a la 1960.
Els pilots que competien a la Indy durant aquests anys també eren comptabilitzats pel campionat de la F1.
Wayne Weiler va participar en 1 cursa de F1, debutant al Gran Premi d'Indianapolis 500 del 1960 a la que seria la seva única participació en una prova de la F1.

### Palmarès a la F1
- Participacions: 1
- Poles: 0
- Voltes Ràpides: 0
- Victòries: 0
- Podiums: 0
- Punts vàlids per la F1: 0